# Inderbark
Inderbarken eller kambium er nåletræernes og de tokimbladede træers og buskes sekundære vækstlag, som findes mellem veddet og den del af barken, som er af kork. I vækstlaget dannes der nyt ved indad mod forrige års ved, mens der dannes bark udad under den gamle bark. Når planterne har deres tykkelsesvækst placeret yderst, men under barken, medfører det, at barkens omkreds efterhånden ikke passer til veddets omkreds. Derfor revner barken ofte på langs (f.eks. eg og lærk), men problemet kan også løses ved, at gammel bark falder af i flager (f.eks. platan og taks, og nogle få arter klarer at holde barken ung og elastisk, så den forbliver glat (f.eks. bøg og unge træer af ædelgran)
Det er indlysende, at denne vækstmetode giver planterne stor styrke og stabilitet, men det gør også det vigtigste vækstorgan meget udsat. Skader på barken vil altid føre til omfattende svækkelser i vækstlaget på stedet.